# Bettfysiologi
Bettfysiologi är ett ämnesområde inom tandläkarvetenskapen som omfattar käksystemets anatomi, funktion, fysiologi och patologi. En specialistutbildad tandläkare i ämnet kallas bettfysiolog och behandlar patienter med smärta och störningar i käksystemet. Symtomen kan vara smärta från käkmuskulatur och käkleder, käkledsljud, upphakningar och låsningar med svårigheter att röra käken, huvudvärk eller skadade tänder. 

## TMD
Termen TMD, temporomandibular disorders, används ofta som ett samlingsnamn för olika bettfysiologiska symtom, såväl i Sverige som internationellt.
TMD-symtom kan i de flesta fall behandlas framgångsrikt med enkla och säkra behandlingsmetoder som bettskena och träningsprogram för underkäken. Ofta får patienten råd som kan minska risken för onödig överbelastning i käksystemet. TMD-symtom är mycket vanliga och har ofta ett gott förlopp. Kvinnor är starkt överrepresenterade jämfört med män, både vad gäller symtom och subjektivt behandlingsbehov.  
Orsaken till TMD anses idag multietiologisk och komplex. Genom rigorös forskning har man funnit ett starkt samband mellan symtom i käksystemet och ett flertal psykosociala dimensioner. Patientens allmänna mående är alltså en av flera faktorer som tydligt kan påverka upplevelsen av symtomen från käksystemet. 
För de patienter som också lider av kroniska regionala eller generella smärtor försämras prognosen för lokala åtgärder i käksystemet avsevärt. Smärta som varar efter den förväntade läkningstiden benämns ofta centraliserad. Sådan centraliserad smärta betraktas som en sjukdom i sig, inte ett symtom. Ofta finns rörelserädsla och undvikandebeteende med som en komponent, liksom i vissa fall överanvändning av receptfri analgetika. Katastrofiering med negativa förväntningar riskerar att accentuera symtomen.   